# 村山蒼也
村山 蒼也（むらやま そうや、2002年6月7日 - ）は、日本の子役、広告モデルである。
所属事務所はセントラル子供タレント。

## 出演

### テレビドラマ
- 渡る世間は鬼ばかり 第8シリーズ（2006年4月6日 - 2007年3月29日、TBS） - 本間紀彦役
- ギャルサー（2006年4月15日 - 6月24日、日本テレビ） - 北島進之助（幼少）役

### 映画
- Life 天国で君に逢えたら（2007年8月25日公開） - 飯島タマキ 役

### CM
- 花王 メリーズパンツ
- TOMY フリフリダンシング
- スズキ ALTO
- ケンタッキーフライドチキン